# Четырёхскатный прямой бикупол
Четырёхска́тный прямо́й бику́пол — один из многогранников Джонсона (J28, по Залгаллеру — 2М5).
Составлен из 18 граней: 8 правильных треугольников и 10 квадратов. Среди квадратных граней 2 окружены четырьмя квадратными, остальные 8 — двумя квадратными и двумя треугольными; каждая треугольная грань окружена двумя квадратными и треугольной.
Имеет 32 ребра одинаковой длины. 12 рёбер располагаются между двумя квадратными гранями, 16 рёбер — между квадратной и треугольной, остальные 4 — между двумя треугольными.
У четырёхскатного прямого бикупола 16 вершин. В 8 вершинах сходятся три квадратных и треугольная грани; в других 8 — две квадратных и две треугольных.
Четырёхскатный прямой бикупол можно получить из двух четырёхскатных куполов (J4) — приложив их друг к другу восьмиугольными гранями так, чтобы параллельные восьмиугольным квадратные грани оказались повёрнуты одинаково.

## Метрические характеристики
Если четырёхскатный прямой бикупол имеет ребро длины {\displaystyle a}, его площадь поверхности и объём выражаются как
{\displaystyle S=\left(10+2{\sqrt {3}}\right)a^{2}\approx 13{,}4641016a^{2},}
{\displaystyle V=\left(2+{\frac {4{\sqrt {2}}}{3}}\right)a^{3}\approx 3{,}8856181a^{3}.}

## Заполнение пространства
С помощью четырёхскатных прямых бикуполов можно замостить трёхмерное пространство без промежутков и наложений вместе с правильными тетраэдрами; вместе с кубами и кубооктаэдрами; вместе с правильными тетрадрами и кубами; вместе с квадратными пирамидами (J1), правильными тетрадрами и одним или несколькими из следующих видов многогранников: кубы, удлинённые четырёхугольные пирамиды (J8), удлинённые четырёхугольные бипирамиды (J15) (см. иллюстрации).